# فرودگاه نیروی هوایی سلطنتی همس‌ول
فرودگاه نیروی هوایی سلطنتی همس‌ول (به انگلیسی: RAF Hemswell) (به زبان بومی: (Formerly RFCS Harpswell)) یک فرودگاه نظامی است . این فرودگاه در کشور انگلستان قرار دارد .